# Crasse (film)
Pour plus de détails, voir Fiche technique et Distribution.
Crasse est un film dramatique britannique réalisé par Luna Carmoon et sorti en 2023,.

## Fiche technique
Sauf indication contraire, les informations mentionnées dans cette section peuvent être confirmées par les bases de données cinématographiques IMDb et Allociné,  présentes dans la section « Liens externes ».
- Titre original : Hoard
- Réalisation : Luna Carmoon
- Scénario : Luna Carmoon
- Musique : Jim Williams
- Décors : Bobbie Cousins
- Costumes : Nat Turner
- Photographie : Nanu Segal
- Son : Steve Single et Robbie Scott
- Montage : Rachel Durance
- Production : Loran Dunn, Helen Simmons et Andrew Starke
  - Production déléguée : Stephanie Aspin, Mia Bays, Kristin Irving et Eva Yates
  - Production associée : Cheri Darbon
- Société de production : Erebus Pictures, Anti-Worlds, BBC Film et Delaval Film
- Société de distribution : Piece of Magic Entertainment France
- Pays de production :  Royaume-Uni
- Langue originale : anglais
- Format : Drame
- Durée : 127 minutes
- Dates de sortie :
  - Italie : 1er septembre 2023 (Venise)
  - Royaume-Uni : 
    - 9 octobre 2023 (Londres)
    - 17 mai 2024

  - France : 11 juin 2025

## Distribution
- Saura Lightfoot-Leon : Maria
- Hayley Squires : Cynthia
- Joseph Quinn : Michael
- Nabil Elouhabi : Ali
- Cathy Tyson : Sam
- Samantha Spiro : Michelle
- Sam John : Jordan
- Sandra Hale : Janice